# 風流七小町·鸚鵡
風流七小町・鸚鵡（日语：／ Furyūnanakomachi・afumu），是日本浮世繪畫家鳥文齋榮之（1756年 － 1829年）的著名木版畫，繪於18世紀的江戶時代，為《風流七小町》系列作品之一，共一幅，尺寸為39.2cm x 26cm，現藏於東京國立博物館。這幅作品是鳥文齋榮之在錦繪中最有名的作品，也是日本重要美術品（重美）。

## 歷史

### 風流七小町的由來
源自於七小町以日本平安時代的女性和歌作家小野小町做為題材而描述的七個謠曲（能樂劇本）的通稱，其分別為：關寺、鸚鵡、草子洗（或稱草紙洗）、通、雨乞、清水、卒塔婆（豎立在死者墳墓上的木製碑牌），在江戶時代常被拿來作為歌舞伎或浮世繪創作的題材。

### 作品的故事背景
在這幅畫中，並未能見鸚鵡的身影，小野小町為日本平安時期的女詩人，「小町」並非她的本名。「町」意味的是宫中工作的女性，而「町」便是她們常用的稱號。她的詩歌有66首被选入《古今集》之后的敕撰集里，她的詩歌集則有《小町集》。
此作品的來源是《鸚鵡小町》，故事大意是876年即位的陽成天皇，派遣新大納言探訪幽居近江國關寺附近的小野小町。此時的小町已成為老眼昏花、拄著拐杖的老婦人，已不如以往美麗。大納言帶來了一首皇上的御歌：
-{雲の上はありしむかしに変わらねど

見し玉だれの內やゆかしき}-
（宮廷仍如往昔，一成不變，你不懷念曾經相識的九重玉簾內嗎?）
大納言請小町吟一首返歌，小町卻說:「我的返歌隻有一個字。」
大納言暗忖，和歌是五七五七七句型，三十一個文字都不見得能表達自己的內心感情了，何況只有一個字?
小町接道:「只要把改為，便是我的返歌。」
大納言才恍然大悟，不愧是當年的六歌仙之一，這的確是一首無懈可擊的鸚鵡返歌。只改一個字，內容就變成:「宮廷仍如往昔，一成不變，我很懷念曾經相識的九重玉簾內。」

## 內容
鳥文齋榮之在繪畫特色上以對美人的形塑在比例上有越見修長的態勢為名，晚期的畫作甚至出現十二頭身的驚人造型，追溯這樣的畫風，便要提及鳥居清長，鳥居清長創造了天明年間的美人形象：嘴角上揚，眉目清朗，而且手長腳長並且十頭身。
從「風流七小町・鸚鵡」這件作品的美人身影，便能應證上述鳥文齋榮之的十二頭身繪畫特質。除了體態姣好的美人之外，鳥文齋榮之在畫中的空間也精心佈置了一番，在畫中我們可看見，當兩位藝妓與一位小女孩順著左側樹梢延伸的方向緩慢前行時，中間女子及隨行的女孩突然轉身向後，似乎正在看著路上後頭的什麼，使得畫幅因視線的投射而增長許多，而不會只侷限於畫中有呈現的部分。除此之外，在背景上，鳥文齋榮之以相對懸殊的比例處理本畫的背景，也因此大大地增加了圖畫的縱深感，使看似擁擠的美人們與背後空曠的空間產生有趣的對比效果。

## 對比
鳥文齋榮之的清麗淡雅作風，顯然是寬政改革政令下，淡化艷紅比例的結果。然而比對鳥居清長的名妓豪華派頭，喜多川歌麿美女的粉妝艷抹，鳥文齋榮之的美人圖則別有一番樸素、清淡的柔情風味。鳥文齋榮之於寬政期間（1789年 － 1801年）確立了自己獨特的文靜穩重的美人畫風格。至寬政後期都主要繪製十二頭身的修長身材的錦繪美人圖。相對於喜多川歌麿的「大首繪」，鳥文齋榮之更喜愛全身像的美人圖，特別擅長用細膩的筆觸繪製高挑優雅的女性。
浮世繪版畫在鈴木春信發行多彩套印版（錦繪）之後，不論在品質或產量上皆顯示浮世繪走向更高的巔峰。錦繪的產生為浮世繪畫壇注入了新元素，許多畫家因受益於技術的突破，陸續展露頭角，喜多川歌麿便為其中的代表作家。喜多川歌麿亦是一位和鳥文齋榮之同時期的畫家，由這件標示為「婦人相學十躰・水性之相」的作品，是喜多川歌麿早期的代表作品之一。畫中美人和鳥文齋榮之描繪美女群相的做法不同的是，以特寫的方式呈現美人上半身的姿態及容貌，使人物的呈現有了新的表現方法，這種稱為「大首繪」的人物構圖，使江戶市民對浮世繪的喜愛持續增加，也讓整個浮世繪的產業更顯熱絡。

## 外部連結
- 東京國立博物館 （页面存档备份，存于）
- 日本美術之最-東京、九洲國立博物館精品特展